# Скотт, Дерек
Де́рек Скотт (англ. Derek Scott) — шотландский кёрлингист.
В составе мужской сборной Шотландии участник трёх чемпионатов мира (лучший результат — серебряные призёры в 1970 и 1976). Трёхкратный чемпион Шотландии среди мужчин.
Играл на позициях второго и третьего.

## Достижения
- Чемпионат мира по кёрлингу среди мужчин: серебро (1970, 1976), бронза (1969).
- Чемпионат Шотландии по кёрлингу среди мужчин: золото (1969, 1970, 1976).

## Команды
| Сезон   | Четвёртый   | Третий         | Второй      | Первый         | Запасной            | Турниры            |
| ------- | ----------- | -------------- | ----------- | -------------- | ------------------- | ------------------ |
| 1968—69 | Билл Мюрхед | Джордж Хаггарт | Дерек Скотт | Алек Янг       | Мюррей Мелвилл (ЧМ) | ЧШМ 1969 · ЧМ 1969 |
| 1969—70 | Билл Мюрхед | Джордж Хаггарт | Дерек Скотт | Мюррей Мелвилл |                     | ЧШМ 1970 · ЧМ 1970 |
| 1970—71 | Билл Мюрхед | Bill Reid      | Дерек Скотт | Лен Дадмэн     |                     | [ 5 ]              |
| 1975—76 | Билл Мюрхед | Дерек Скотт    | Лен Дадмэн  | Рой Синклер    |                     | ЧШМ 1976 · ЧМ 1976 |

(скипы выделены полужирным шрифтом)